# Торчетти, Джон
Джон Торчетти (англ. John Torchetti; род. 9 июля 1964, Бостон, Массачусетс) — американский хоккеист и тренер.
Как игрок бо́льшую часть карьеры провёл в команде из города Уинстон-Сейлем в Северной Каролине — «Каролина Тандербердс» / «Уинстон-Сейлем Тандербердс», выступавшей поочерёдно в трёх второстепенных североамериканских лигах. В её составе Торчетти побеждал как в регулярном чемпионате, так и в плей-офф Хоккейной лиги Атлантического побережья (ACHL) в сезонах 1984/85 и 1985/86 (тогда главным тренером команды был Рик Дадли, который позже будет генеральным менеджером «Тампы», «Флориды» и «Оттавы», когда там будет работать Торчетти). Часть сезона 1986/87 провёл в другой команде той же лиги — «Виргиния Лансерс». Будучи сильным нападающим по меркам второстепенных лиг, особенной результативностью Торчетти отметился в сезоне 1987/88, выступая во Всеамериканской хоккейной лиге (AAHL) за «Тандербердс» — 63 гола и 71 ассист в 49 матчах регулярного чемпионата, и 4+3 в 7 матчах плей-офф. В 1988 году «Тандербердс» стали одним из членов-основателей Хоккейной лиги Восточного побережья (ECHL) (эта «франшиза» лиги ныне известна, после переезда в Уилинг (Западная Виргиния), как «Уилинг Нейлерс»); с Торчетти в составе команда выиграла первый в истории лиги розыгрыш плей-офф (Кубок Райли 1989 года). Торчетти завершил карьеру игрока в 1991 году; кроме названных команд и лиг, он некоторое время выступал также в юниорской лиге Квебека («Платтсбург Пионерс») и в АХЛ («Бингемтон Уэйлерс»).
Первая тренерская должность — ассистента в команде ECHL «Гринсборо Монаркс». В 1994—1996 гг. — главный тренер команды Центральной хоккейной лиги «Сан-Антонио Игуанас», двукратный финалист плей-офф, в 1995 году признан тренером года в лиге. По ходу сезона 1996/97 возглавил «Форт-Уэйн Кометс» из Интернациональной хоккейной лиги; в первом сезоне команда стала последней в лиге, в следующем же достаточно уверенно выступила в регулярном чемпионате, после чего Торчетти получил приз тренеру года в ИХЛ (Commissioner’s Trophy).
В сезоне 1998/99 Торчетти был генеральным менеджером клуба ИХЛ «Детройт Вайперс»; в 1999 году Стив Лудзик, до этого успешно тренировавший «Вайперс», стал главным тренером команды Национальной хоккейной лиги «Тампа Бэй Лайтнинг» — а Торчетти стал одним из его ассистентов; в 2001 году, после двух невыходов в плей-офф, оба покинули свои должности. В сезоне 2002/03 Торчетти тренировал команду АХЛ «Сан-Антонио Рэмпэйдж», ближе к концу сезона назначен ассистентом Майка Кинана во «Флориде»; в 2004 году стал третьим по ходу сезона 2003/04 главным тренером «пантер» после Кинана и Рика Дадли, проведя в этой должности 27 матчей; по итогам регулярного чемпионата команда не прошла в плей-офф, а после Торчетти «Флориду» возглавил Жак Мартен. Весной 2006 года стал главным тренером «Лос-Анджелес Кингз» (сменив Энди Мюррея, работавшего с командой несколько лет), под его началом команда провела последние 12 игр регулярного чемпионата и упустила возможность выйти в плей-офф, и затем Джона сменил Марк Кроуфорд. Торчетти после этого один сезон возглавлял «Монктон Уайлдкэтс» из юниорской лиги Квебека (сменив Теда Нолана, приведшего их к чемпионству 2006 года); команда неплохо провела регулярный чемпионат, а в первом раунде плей-офф уступила в семи матчах «Галифаксу».
В 2007—2010 гг. Торчетти — ассистент тренера (сначала Дени Савара, затем Джоэля Кенневилля) в «Чикаго Блэкхокс», в этой должности стал обладателем Кубка Стэнли 2010 года. В сезоне 2010/11 ассистент Крэйга Рэмзи в команде «Атланта Трэшерз». В 2011—2013 гг. был главным тренером команды АХЛ «Хьюстон Аэрос» (сменил Майка Йео, который в своём единственном сезоне в «Аэрос» вывел команду в финал плей-офф, после чего возглавил «Миннесоту Уайлд»); под началом Торчетти команда дважды уступала в первом раунде плей-офф. В сезоне 2013/14 — главный тренер московского ЦСКА, выступающего в Континентальной хоккейной лиге. С 11 ноября 2014 по февраль 2016 — главный тренер команды АХЛ «Айова Уайлд». 13 февраля 2016 назначен исполняющим обязанности главного тренера «Миннесоты Уайлд». Перед сезоном 2016/17 был вошёл в тренерский штаб «Детройт Ред Уингз» в качестве ассистента главного тренера.